# MG 15
La MG 15 era una metralladora d'origen alemany de 7,92 mm dissenyada específicament per a ser operada en posicions defensives en avions, a principi de la dècada de 1930. En 1941 va ser reemplaçada oficialment per metralladores més aptes pel servei aeri, i va ser relegada al seu ús per les tropes en terra.

## Història
La MG 15 va ser un desenvolupament derivat de la MG 30, la qual havia sigut dissenyada per Rheinmetall utilitzant el sistema d'aforrellament inventat per Louis Stange a mitjans de la dècada de 1920. A pesar de que comparteix la seva nomenclatura amb la metralladora MG 15 nA (nA de neuer Art, que volia dir que era un model variant d'una arma amb un disseny anterior) no comparteix cap altre similitud amb la MG 15 de la Segona Guerra Mundial, amb l'excepció de la nomenclatura tècnica de l'arma. L'arma de la Primera Guerra Mundial utilitzava un sistema de forrellat de bolcat, al contrari que l'arma de la Segona Guerra Mundial, la qual utilitzava un sistema de forrellat rotatori. La MG 15 de la Segona Guerra Mundial va ser utilitzada en quasi tots els avions de la Luftwaffe que disposaven de posicions defensives flexibles, on eren instal·lades, principalment per a ser operades pel seu tirador des de l'interior de l'avió.
Era un model modular amb diversos accessoris que podien ser implementats de forma ràpida (o retirats de l'arma en cas de no ser necessaris). L'operació de l'arma era fàcil, i el forrellat quedava retingut en posició de dispar una vegada s'havia acabat la munició del tambor d'alimentació (que disposava de 75 cartutxos, anomenat Doppeltrommel (carregador doble) i conegut pels aliats com a saddle drum per la seva forma, que feia innecessari l'amartellar l'arma una vegada s'havia introduït el nou carregador.
La MG 15 utilitza un sistema de dispar de forrellat obert, el que vol dir que el forrellat es quedarà en posició de dispar sempre que l'arma es vulgui operar, i a la vegada feia que el disseny no fos utilitzat com a arma principal en els avions, al no poder sincronitzar l'arma amb les pales de l'avió, el que podria provocar que aquestes aspes es trenquessin amb un tret de l'arma. Al prémer el gallet, el forrellat es deixa anar cap endavant, emportant-se una bala del carregador cap a la recambra. Una vegada es troba la bala en la recambra, el forrellat rotarà segellant la recambra amb el canó i disparant la bala, al deixarà anar el pin de dispar del forrellat (al acabar de rotar aquest forrellat). El retrocés de l'arma fa retrocedir el canó i el forrellat enrere, fins que el forrellat arribi a un lleva, la qual rotarà el forrellat, desbloquejant el canó i forrellat. La inèrcia s'emporta el forrellat enrere amb el cartutx buit (el que s'acaba de disparar), fins que aquest impacta amb l'ejector, el qual és l'encarregat de buidar la recambra del cartutx perquè el sistema estigui llest per a disparar una altra vegada. Si el gallet es manté premut, el cicle de foc continuarà. Si el gallet no es prem (i encara queda munició en el carregador), el forrellat quedarà blocat en la part del darrere del sistema de foc, en la seva posició inicial i llest per a disparar una altra vegada.

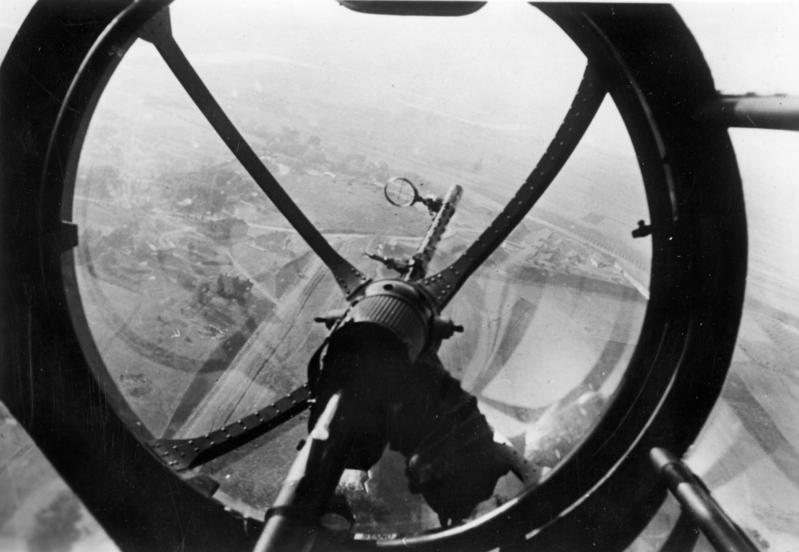
Una MG 15 en un Heinkel He 111, Polònia, setembre de 1939.

Els 75 projectils de munició del tambor de la MG 15 eren distribuïts de manera igual entre les dues parts laterals del tambor, el qual disposava d'una part recta entre els dos laterals, la qual era coneguda com a la "torre", la qual era l'encarregada d'alimentar l'arma (alimentant-la directament al forrellat). Diversos mètodes van ser utilitzats per a assegurar els carregadors en els avions, i a les tropes terrestres se’ls dotava principalment amb un portacarregadors amb una capacitat de tres tambors. La munició era alimentada a l'arma mitjançant un motlle que, mitjançant pressió, empenyien els 75 cartutxos (no 150, ja que en algunes ocasions, es deia que el carregador podia arribar a emmagatzemar fins a 150 cartutxos) cap al sistema de dispar. Això, combinat amb la seva alta cadència de foc, d'aproximadament unes 1.000 detonacions per minut (a vegades més), significava que solia buidar el carregador de 75 cartutxos en menys de 4,5 segons, en foc total-ment automàtic. El més comú per a l'arma era dotar a cada artiller (un per cada arma) de 10 carregadors extres (a part del que ja portaria l'arma) per a la defensa de l'aeroplà.
Començant a finals de 1940, la MG 15 va començar a ser reemplaçada per la nova metralladora de 7,92 mm de Mauser, la MG 81, MG 81 Z (que es tractava d'una variant de la MG 81, però amb dos canons el lloc d'un), el MG 131 que utilitzava munició de 13 mm, o canons automàtics MG 151/20 de 20 mm. Moltes de les antigues metralladores MG 15, van començar a ser utilitzades pel Heer, la branca terrestre de la Wehrmacht, després de rebre algunes modificacions que permetessin el seu ús per les tropes terrestres, ja que la Luftwaffe necessitava d'armes més pesants per a la protecció dels seus avions (com les citades abans). A pesar de que hi hagin fotografies de tropes terrestres i de les forces aèries utilitzant carregadors de 25 cartutxos de la MG 13, aquestes metralladores no disposaven de carregadors intercanviables, per que la MG 15 no podria haver utilitzat aquests carregadors de 25 cartutxos. El nombre de metralladores reconvertides a l'ús terrestres era d'unes 17.648 armes, a data de l'1 de gener de 1944, a pesar de que altres conversions es van dur a terme.
La producció sota llicència de la MG 15 de l'Imperi Japonès, per a dotar als seus avions amb una arma per a les defenses flexibles (al igual que els alemanys), va rebre la designació de metralladora Tipus 98, i com a Tipus 1 en la Marina Imperial Japonesa. Les metralladores Tipus 98 també van ser utilitzades per les tropes terrestres de Corea del Nord durant la Guerra de Corea.

## Especificacions tècniques
- Calibre: 7,9 +/- ,04 mm
- Munició: 7,92 × 57 mm

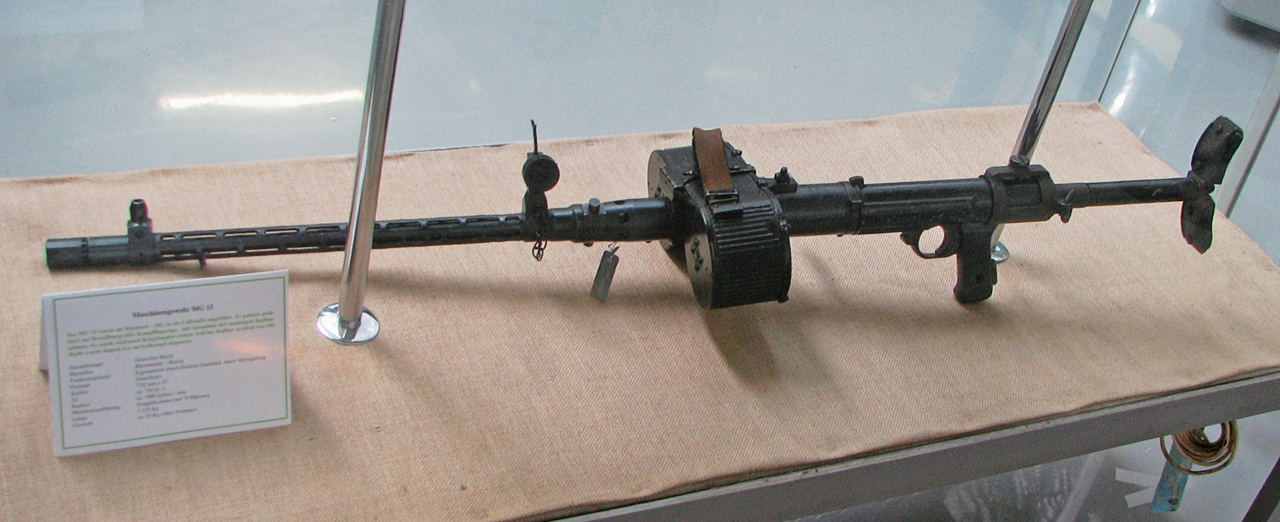
Una MG 15 equipada pel seu ús en terra, però sense el bípede. Museu de Tancs d'Alemanya, Munster (2006)

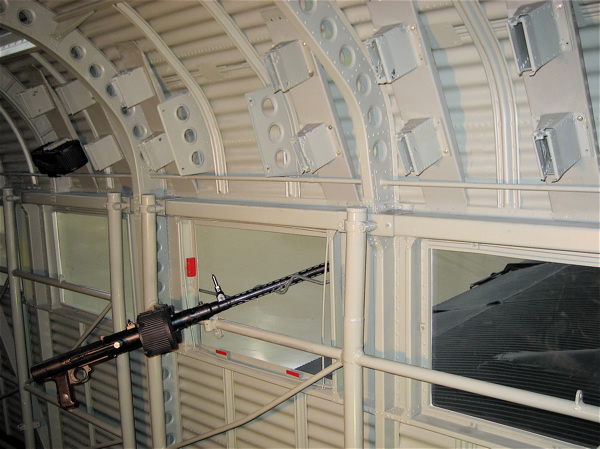
Una MG 15 muntada en un Junkers Ju 52. En la part superior de la posició de l'artiller es poden veure els suports pels tambors, amb un d'ells penjat.

- Pes del projectil: 35,5 grams (cartutx 24 grams, bala 11,5 grams)
- Velocitat del projectil: 755 m/s
- Cadència de foc: 1000 (probablement fins a 1050) trets per minut
- Llargada : 1.078 mm (sense accessoris)
- Llargada del canó: 600 mm
- Pes de l'arma: 8,1 kg
- Pes de l'arma amb carregador, municions i amb accessoris: 12,4 kg
- Pes del tambor de munició (descarregat): 2,27 kg
- Pes del tambor de munició (amb els 75 projectils): 4,24 kg
- Pes de les dues parts del carregador (soles): 0,72 kg

## Historial d'ús
Llistat de la majoria d'avions en els que la MG 15 va veure servei:
- Arado Ar 196
- Blohm & Voss Ha 140
- Blohm & Voss Ha 141
- Dornier Do 17
- Dornier Do 23
- Dornier Do 215
- Fieseler Fi 156
- Focke-Wulf Fw 58
- Focke-Wulf Fw 189
- Heinkel He 111
- Heinkerl He 114
- Heinkerl He 115
- Henschel Hs 126
- Junkers Ju 52
- Junkers Ju 88
- Junkers Ju 252
- Messerschmitt Me 321
- Junkers Ju 87